# داونساید، ساری
داونساید (به انگلیسی: Downside) یک روستا در بریتانیا است که در Elmbridge واقع شده‌است. داونساید ۶٬۵۶۴ نفر جمعیت دارد.